# التصنيف الصيني للاضطرابات العقلية
التصنيف الصيني للاضطرابات العقلية CCMD (بالصينية: 中国精神疾病分类方案与诊断标准) الذي نشرته الجمعية الصينية للطب النفسي (CSP)، هو دليل سريري يستخدم في الصين لتشخيص الاضطرابات العقلية. وهو حاليًا في إصداره الثالث، CCMD-3، ومكتوب باللغتين الصينية والإنجليزية، كما إنه يشابه في الهيكل والتصنيف الـ (التصنيف الدولي للأمراض) ICD و (الدليل التشخيصي والإحصائي للاضطرابات العقلية)DSM بشكل متعمّد، وهما أشهر دليلين تشخيصيين، على الرغم من أنه يشتمل على بعض الاختلافات في التشخيصات الرئيسية وحوالي 40 تشخيصًا مرتبطًا ثقافيًا.

## التاريخ
ظهر أول مخطط صيني منشور للتصنيف النفسي في عام 1979، ومن ثم تم توفير نظام تصنيف منقح يسمّى CCMD-1، في عام 1981 وتم تعديله مرة أخرى في عام 1984 (CCMD-2-R). وقد تم نشر نظام التصنيف الثالث CCMD-3 في عام 2001.
يعتقد العديد من الأطباء النفسيين الصينيين أن التصنيف الصيني للاضطرابات العقلية يتفوق بعدّة مزايا على الكتيبات الأخرى، مثل البساطة والتوازن وتضمّن فئات مرتبطة ثقافيًا واستبعاد بعض فئات التشخيص الغربية، وقد كان يُنظر إلى الترجمة الصينية لتصنيف ICD-10 على أنها معقدة لغويًا، وتحتوي على جمل طويلة جدًا ومصطلحات وتركيبات محرجة (لي، 2001).

## فئات التشخيص
يتضمّن التصنيف الصيني للاضطرابات العقلية تشخيص الاكتئاب، بالإضافة إلى العديد من المعايير المماثلة لتصنيف ICD أو DSM ، حيث تُرجم أصلها على أنه «معنويات منخفضة». ومع ذلك، فإن الوهن العصبي هو تشخيص أكثر مركزية.
وعلى الرغم من وجوده أيضًا في التصنيف الدولي للأمراض، إلا أن تشخيصه يتخذ شكلاً خاصًا في الصين حيث يُسمى "shenjing shuairuo"، والذي يشيرإلى الشكاوى الجسدية بالإضافة إلى التعب أو الشعور بالاكتئاب، كما يُعد الوهن العصبي تشخيصًا أقل وصمةً من الاكتئاب في الصين، حيث يختلف مفاهيميًا عن التسميات النفسية ويقال إنه يميل إلى أن يكون أقرب للتعبير عن المشكلات العاطفية بمصطلحات جسدية، ويقال أيضًا أن مفهوم الوهن العصبي بصفته اضطرابًا في الجهاز العصبي يتناسب جيدًا مع نظرية المعرفة الصينية التقليدية لسببية المرض على أساس عدم اتّساق الأعضاء الحيوية وعدم توازن تشي (الطاقة الطبيعية).
يتضمن التصنيف الصيني للاضطرابات العقلية تشخيص الفصام، ويتم تطبيقه بكثرة وعلى نطاق واسع في الطب النفسي الصيني، ولكن تختلف بعض صيغ التشخيص، فعلى سبيل المثال بدلاً من تسميته «اضطراب الشخصية الحدية» كما يُطلق عليه في الدليل التشخيصي والإحصائي للاضطرابات النفسية، أو تسميته «اضطراب الشخصية غير المستقرة عاطفياً» (النوع الحدودي) كما يُطلق عليه في التصنيف الدولي للأمراض، فإن التصنيف الصيني للاضطرابات العقلية يُطلق عليه اسم «اضطراب الشخصية الاندفاعية».
تشمل التشخيصات الأكثر ارتباطًا بالثقافة الصينية أو الآسيوية -على الرغم من إمكانية توضيحها أيضًا في التصنيف الدولي للأمراض (أو قسم مسرد الدليل التشخيصي والإحصائي للأمراض)-:
•	متلازمة كورو أو متلازمة الانكماش التناسلي: الخوف المفرط من تقلص الأعضاء التناسلية (وكذلك الثديين عند النساء) أو رجوعها إلى الجسم
•	Zou huo ru mo (走火入魔) أو انحراف تشي غونغ (氣功 偏差): تصور التدفق غير المنضبط لـ تشي (الطاقة الطبيعية) في الجسم
•	الاضطرابات العقلية بسبب الخرافات أو السحر
•	ذهان السفر
كما يسرد نظام التصنيف CCMD-3 العديد من «اضطرابات التفضيل الجنسي» بما في ذلك «التوجه الجنسي المجافى للأنا»، لكنه لا يعرّف الاعتداء الجنسي على الأطفال.
كورو
متلازمة كورو أو متلازمة تراجع الأعضاء التناسلية هي متلازمة خاصة بثقافة جنوب شرق آسيا حيث يكون لدى المريض اعتقاد سائد بأن الأعضاء التناسلية (أو الحلمات عند الإناث) تتقلص وستختفي قريبًا، أما في الصين فيُعرف باسم shuk yang و shook yong و suo yang (الصينية المبسطة: 缩 阳 ؛ الصينية التقليدية: 縮 陽)، وقد ارتبط ذلك بتركيز الثقافات بشدة على التوازن أو الخصوبة والتكاثر.
Zou huo ru mo
(走火入魔أو "انحراف تشي كونغ (انحراف الطاقة) 氣功 偏差هي حالة عقلية تتكون عن طريق الإدراك بأن هناك تدفقًا غير متحكم به لتشي (الطاقة الطبيعية) في الجسم، كما تشمل شكاوى أخرى مثل الآلام الموضعية والصداع والأرق والحركات التلقائية غير المنضبطة.  

## روابط خارجية
- CSP webpage about the CCMD